# Буркинийско-ивуарийские отношения
Буркинийско-ивуарийские отношения — двусторонние дипломатические отношения между Буркина-Фасо и Кот-д’Ивуаром. Протяжённость государственной границы между странами составляет 545 км.

## История
Отношения между странами обострились после снятия президента Буркина-Фасо Блеза Компаоре в конце 2014 года и инаугурации его преемника Рока Марка Кристиана Каборе в декабре 2015 года. Блез Компаоре близок с ивуарийским президентом Алассаном Уаттарой и живет в Абиджане, в то время как по результатами расследования прокуратура Буркина-Фасо выдала ордер на его арест. Мнение властей Буркина-Фасо о том, что ивуарийские власти защищают Блеза Компаоре, усилило напряженность между странами. Ситуация усугубляется подозрениями в причастности ивуарийцев к неудавшемуся перевороту против переходного режима Буркина-Фасо в сентябре 2015 года, подкрепленных утечкой аудиозаписи, по всей видимости, с участием спикера ивуарийского парламента Гийома Соро и бывшего министра в кабинете Блеза Компаоре Джибриля Бассоле. После того, как прокурор в Уагадугу, в середине января выдал ордер на арест Гийома  Соро, появились сообщения о том, что существует больше записей, в которых фигурирует глава министерства обороны Кот-д’Ивуара генерал Сумайла Бакайоко. В связи с недавним террористическим нападением в Уагадугу и атаки на оружейный склад, что приписывается сторонникам Блеза Компаоре, любое ивуарийское вмешательство, реальное или предполагаемое, потенциально вредно для стабильности отношений.
От трех до четырех миллионов граждан Буркина-Фасо проживает в Кот-д'Ивуаре в результате десятилетий трудовой миграции. Алассан Уаттара имеет корни в Буркина-Фасо. Последние события раскрывают роль Гийома  Соро, чьи бывшие повстанческие «Новые силы» использовали Буркина-Фасо в качестве базы во время ивуарийского гражданского конфликта в 2000-х годах. Эти обвинения подорвали президентские амбиции Гийома Соро. Правительство Кот-д'Ивуара заявляет, что  желает урегулировать вопрос об ордере на арест Гийома Соро дипломатическим путем, но ущерб его репутации будет приветствоваться некоторыми сторонниками Алассана Уаттары.
В 2016 году отношения между Кот-д'Ивуаром и Буркина-Фасо начали нормализоваться, спустя почти через два года после того, как они ухудшились в результате снятия с должности президента Буркина-Фасо Блеза Компаоре. 28 июля 2016 года президент Буркина-Фасо Кристиан Каборе встретился со своим ивуарийским коллегой Алассаном Уаттарой, чтобы подписать 13 двусторонних соглашений, в том числе те, которые предлагают развитие инфраструктуры и усиление безопасности границ для борьбы с терроризмом. Встреча стала первым саммитом на высшем уровне между странами с 2014 года и является важным шагом на пути к нормализации отношений.

## Торговля
В 2019 году экспорт Буркина-Фасо в Кот-д’Ивуара составил сумму 178,5 млн долларов США. В 2019 году экспорт Кот-д’Ивуара в Буркина-Фасо составил сумму 588,6 млн долларов США.

## Дипломатические представительства
- Буркина-Фасо имеет посольство в Абиджане[6].
- Кот-д’Ивуар имеет посольство в Уагадугу[7].